# 田宮富士江
田宮 富士江（たみや ふじえ）は、日本のフリーアナウンサーである。　

## 概要
青山学院大学文学部教育学科卒業後、三重エフエム放送のアナウンサーとして4年半勤務。
退職後はフリーアナウンサーのほか、司会、ナレーター、パーソナリティ等を務める。

## 出演

### TV・ラジオ等
- 短波放送
  - 経済モーニングエクスプレス - キャスター
  - 経済情報ステーション - キャスター
- ラジオ日本
  - 鈴木孝夫の人生アップダウン - アシスタント
- 三重エフエム放送
  - ジャスト・ナウ・ミエ東京 - インタビュアー
- エフエム山形
  - ミュージックプラザ - パーソナリティ
- テレビ神奈川
  - 天気予報
- 東急ケーブルテレビ
  - ビデオジョッキー - レポーター
  - ケーブルタウン - レポーター
- 宮崎放送
  - すこしだけ今晩は - パーソナリティ
- 湘南ビーチFM
  - アフタヌーンティー バイザシー - パーソナリティ
- エフエム世田谷
  - ぐっとモーニングせ・た・が・や - パーソナリティ
  - オープンサロン834 - パーソナリティ
- テレビ和歌山
  - 新春特番キャスター
- 栃木放送
  - 新春対談・渡辺美智雄インタビュー - インタビュアー
- JFN
  - ピックアップポップ - ナレーター
- スーパーチャンネル
  - スーパーチャンネルを10倍楽しむ法 - キャスター
  - インフォメーション・各種CM - 出演・ナレーター
- PCMセントラル
  - プライムワイド - 水曜担当パーソナリティ
- ミュージックバード
  - KAYOU-ENKA9 - 月・火担当パーソナリティ
  - J-POP11 - カウントダウン・新譜紹介他ナレーター
- ショップチャンネル
  - 日清ファルマCO.Q10 担当 - 健康アドバイザーとして出演

### 企業イベント等
- 東急グループ成人式 - 司会（1994年-1997年）
- 東急グループ合同入社式 - 司会（1998年 - 現在に至る・・　約25年経過）
- 理研ビタミン株主総会 - 司会進行
- ひまわりの会チャリティコンサート - 専属司会者（1991年-2006年）
- エフエム世田谷主催 夏祭り等 世田谷区イベント - 司会（1998年 - 約10年）
- ニッポン放送主催コンサート - 場内アナウンス担当（年間50本程、1989年 - 約10年）
  - 松任谷由実（シャングリラ I、シャングリラⅡ）、チェッカーズ、プリンセス プリンセス、尾崎豊、B'z、LUNA SEA、X JAPAN、浜田省吾、佐野元春、サザンオールスターズ、TUBE、長渕剛、安室奈美恵、矢沢永吉他
- 結婚式司会 （フォーシーズンズホテル、ホテル日航東京等専属）
- 企業ビデオナレーター（リコー、関電工、ソニー、全日空、NTT、気象庁、他多数）
- コマーシャル（日本テレビ、ラジオ日本、ニッポン放送、FM横浜、エフエムナックファイブ、J-WAVE他）
- バス停留所・鉄道駅構内 - 案内アナウンス
- 紀伊國屋 - ポッドキャストラジオ・ナビゲーター